# Anceins
Anceins är en kommun i departementet Orne i regionen Normandie i nordvästra Frankrike. Kommunen ligger i kantonen La Ferté-Frênel som tillhör arrondissementet Argentan. År 2018 hade Anceins 207 invånare.

## Befolkningsutveckling
Antalet invånare i kommunen Anceins
| Referens: INSEE |